# Camryn
Camryn Magness (Denver, Colorado, Estados Unidos, 14 de julio de 1999), conocida públicamente como Camryn, es una cantante pop estadounidense y actriz de Denver, Colorado. Camryn se unió al Up All Night Tour de One Direction. y se volvió a unir a la banda como telonera en el Take Me Home Tour para 63 shows en Europa.